# Fézensaguet
Das Fézensaguet ist eine südfranzösische Region in der Gascogne im Département Gers. Sie wird von Lomagne und Armagnac umgeben.
Im Mittelalter war Fézensaguet eine Vizegrafschaft, welche von Graf Bernard IV. von Armagnac und Fézensac für seinen Neffen Bernard de Lomagne eingerichtet wurde.
Die Vizegrafen waren:
- 1182–1202 Bernard I. de Lomagne Sohn von Othon von Lomagne und der Mascarose von Armagnac
- 1202–1215 Géraud I. (V.) Sohn (Graf von Armagnac und Fézensac)
- 1215–1245 Roger Bruder
- 1245–1285 Géraud II. (VI.) Sohn (Graf von Armagnac und Fézensac)
- 1285–1320 Gaston Sohn
- 1320–1339 Géraud III. Sohn
- 1339–1390 Jean I. Sohn
- 1390–1401 Géraud IV. Bruder (ab 1391 Graf von Pardiac)
- 1401–1402 Jean II. Sohn (Graf von Pardiac)

Nach Jeans II. Tod bemächtigte sich dessen Vetter, Graf Bernard VII. von Armagnac, seiner Besitzungen und vereinte sie mit den eigenen. Gemeinsam mit dem Armagnac wurde das Fézensaguet 1589 durch Heinrich IV. von Frankreich mit der Krondomäne vereint.